# 维也纳附近格拉斯多夫
维也纳附近格拉斯多夫是奥地利下奥地利州维也纳城郊县的一个市镇。总面积35.24平方公里，总人口10862人，人口密度310人/平方公里（2017年）。